# Primera División 1956/57
Die Primera División 1956/57 war die 26. Spielzeit der höchsten spanischen Fußballliga. Sie startete am 9. September 1956 und endete am 21. April 1957.

## Vor der Saison
- Als Titelverteidiger ging der sechsfache Meister Atlético Bilbao ins Rennen. Letztjähriger Vizemeister wurde der CF Barcelona.
- Aufgestiegen aus der Segunda División sind CA Osasuna, Real Jaén, Real Saragossa und CD Condal.

## Vereine
| Verein              | Stadt         | Stadion                   |
| ------------------- | ------------- | ------------------------- |
| CF Barcelona        | Barcelona     | Camp de Les Corts         |
| CD Condal           | Barcelona     | Camp de Les Corts         |
| Español Barcelona   | Barcelona     | Estadi Sarrià             |
| Atlético Bilbao     | Bilbao        | Estadio San Mamés         |
| Real Jaén           | Jaén          | Estadio de la Victoria    |
| Deportivo La Coruña | La Coruña     | Estadio Riazor            |
| UD Las Palmas       | Las Palmas    | Estadio Insular           |
| Real Madrid         | Madrid        | Estadio Santiago Bernabéu |
| Atlético Madrid     | Madrid        | Estadio Metropolitano     |
| CA Osasuna          | Pamplona      | Estadio San Juan          |
| Real Saragossa      | Saragossa     | Estadio de Torrero        |
| Real Sociedad       | San Sebastián | Estadio de Atotxa         |
| FC Sevilla          | Sevilla       | Estadio de Nervión        |
| FC Valencia         | Valencia      | Estadio Mestalla          |
| Real Valladolid     | Valladolid    | Estadio José Zorrilla     |
| Celta Vigo          | Vigo          | Estadio Balaídos          |

## Abschlusstabelle
| Pl. | Verein                 | Sp. | S  | U | N  | Tore    | Quote | Punkte |
| --- | ---------------------- | --- | -- | - | -- | ------- | ----- | ------ |
| 1.  | Real Madrid            | 30  | 20 | 4 | 6  | 074:350 | 2,11  | 44:16  |
| 2.  | FC Sevilla             | 30  | 17 | 5 | 8  | 064:490 | 1,31  | 39:21  |
| 3.  | CF Barcelona           | 30  | 16 | 7 | 7  | 070:370 | 1,89  | 39:21  |
| 4.  | Atlético Bilbao (M, P) | 30  | 16 | 5 | 9  | 059:450 | 1,31  | 37:23  |
| 5.  | Atlético Madrid        | 30  | 15 | 4 | 11 | 065:450 | 1,44  | 34:26  |
| 6.  | CA Osasuna (N)         | 30  | 12 | 7 | 11 | 040:380 | 1,05  | 31:29  |
| 7.  | Español Barcelona      | 30  | 11 | 8 | 11 | 039:480 | 0,81  | 30:30  |
| 8.  | Real Valladolid        | 30  | 11 | 6 | 13 | 052:580 | 0,90  | 28:32  |
| 9.  | Real Saragossa (N)     | 30  | 11 | 6 | 13 | 037:510 | 0,73  | 28:32  |
| 10. | UD Las Palmas          | 30  | 9  | 9 | 12 | 041:580 | 0,71  | 27:33  |
| 11. | FC Valencia            | 30  | 10 | 7 | 13 | 043:460 | 0,93  | 27:33  |
| 12. | Real Sociedad          | 30  | 9  | 8 | 13 | 039:470 | 0,83  | 26:34  |
| 13. | Celta Vigo             | 30  | 8  | 7 | 15 | 039:470 | 0,83  | 23:37  |
| 14. | Real Jaén (N)          | 30  | 9  | 5 | 16 | 037:550 | 0,67  | 23:37  |
| 15. | Deportivo La Coruña    | 30  | 10 | 2 | 18 | 041:610 | 0,67  | 22:38  |
| 16. | CD Condal (N)          | 30  | 7  | 8 | 15 | 037:570 | 0,65  | 22:38  |

Platzierungskriterien: 1. Punkte – 2. Direkter Vergleich  – 3. Torquotient – 4. geschossene Tore
| (M) | amtierender Meister              |
| (P) | amtierender Pokalsieger          |
| (N) | Neuaufsteiger der letzten Saison |

## Kreuztabelle
| 1956/57             | Real Madrid |     | CF Barcelona | Atlético Bilbao |     | CA Osasuna | Español Barcelona | Real Valladolid | Real Saragossa | UD Las Palmas | FC Valencia | Real Sociedad | Celta Vigo | Real Jaén | Deportivo La Coruña | CD Condal |
| ------------------- | ----------- | --- | ------------ | --------------- | --- | ---------- | ----------------- | --------------- | -------------- | ------------- | ----------- | ------------- | ---------- | --------- | ------------------- | --------- |
| Real Madrid         |             | 1:1 | 1:0          | 3:0             | 0:2 | 2:1        | 7:2               | 3:1             | 3:3            | 3:0           | 2:0         | 3:0           | 4:1        | 7:1       | 1:0                 | 6:0       |
| FC Sevilla          | 2:0         |     | 2:1          | 4:1             | 5:1 | 3:1        | 3:0               | 2:0             | 3:0            | 3:1           | 3:2         | 3:2           | 2:0        | 3:0       | 5:1                 | 2:1       |
| CF Barcelona        | 1:0         | 1:1 |              | 2:0             | 7:3 | 2:0        | 1:1               | 4:0             | 4:2            | 6:1           | 3:2         | 1:0           | 4:1        | 4:2       | 3:1                 | 5:0       |
| Atlético Bilbao     | 4:2         | 5:0 | 1:1          |                 | 1:4 | 1:1        | 4:0               | 4:0             | 5:0            | 3:0           | 3:1         | 2:0           | 1:0        | 3:1       | 2:0                 | 3:0       |
| Atlético Madrid     | 2:4         | 1:2 | 2:1          | 0:0             |     | 2:0        | 8:1               | 1:3             | 2:1            | 3:0           | 1:0         | 3:0           | 1:0        | 1:1       | 6:0                 | 6:2       |
| CA Osasuna          | 2:0         | 5:2 | 2:2          | 1:2             | 2:1 |            | 5:0               | 1:0             | 2:0            | 2:1           | 2:0         | 1:2           | 2:1        | 1:1       | 1:0                 | 2:1       |
| Español Barcelona   | 0:0         | 2:2 | 2:0          | 3:0             | 0:1 | 1:1        |                   | 4:0             | 2:0            | 2:0           | 3:0         | 1:0           | 2:0        | 3:0       | 2:0                 | 2:1       |
| Real Valladolid     | 3:3         | 1:2 | 2:1          | 2:0             | 4:3 | 3:0        | 2:2               |                 | 4:1            | 6:2           | 4:0         | 2:2           | 1:1        | 1:2       | 3:2                 | 3:0       |
| Real Saragossa      | 1:2         | 3:1 | 2:0          | 1:1             | 2:1 | 0:2        | 2:0               | 3:1             |                | 3:2           | 0:0         | 1:0           | 2:0        | 2:0       | 2:2                 | 2:3       |
| UD Las Palmas       | 1:5         | 2:1 | 1:0          | 4:0             | 1:1 | 1:1        | 2:2               | 3:2             | 0:1            |               | 1:0         | 1:1           | 1:0        | 2:0       | 2:0                 | 3:3       |
| FC Valencia         | 1:2         | 2:0 | 3:3          | 1:2             | 2:2 | 4:1        | 3:1               | 0:0             | 1:0            | 2:2           |             | 3:2           | 3:1        | 3:1       | 3:0                 | 1:0       |
| Real Sociedad       | 3:0         | 1:1 | 2:2          | 3:4             | 2:1 | 0:0        | 1:0               | 2:3             | 1:1            | 2:2           | 1:2         |               | 3:0        | 2:0       | 2:0                 | 1:0       |
| Celta Vigo          | 0:3         | 3:3 | 0:2          | 3:0             | 1:0 | 1:0        | 0:0               | 1:1             | 5:0            | 3:3           | 2:1         | 2:3           |            | 4:0       | 1:1                 | 2:2       |
| Real Jaén           | 2:4         | 3:1 | 1:2          | 4:2             | 2:0 | 2:0        | 0:0               | 2:0             | 0:1            | 0:0           | 2:2         | 3:0           | 2:0        |           | 2:3                 | 2:0       |
| Deportivo La Coruña | 1:2         | 3:1 | 1:6          | 1:2             | 0:4 | 3:1        | 2:1               | 3:0             | 4:1            | 1:2           | 1:0         | 4:0           | 0:3        | 3:1       |                     | 3:0       |
| CD Condal           | 0:1         | 5:1 | 1:1          | 3:3             | 1:2 | 0:0        | 3:0               | 4:0             | 0:0            | 2:0           | 1:1         | 1:1           | 0:3        | 1:0       | 2:1                 |           |

## Nach der Saison
Internationale Wettbewerbe
- 1. – Real Madrid – Europapokal der Landesmeister
- 2. – FC Sevilla (da Real Madrid als Titelverteidiger einen Fixplatz hatte) – Europapokal der Landesmeister

Absteiger in die Segunda División
- 15. – Deportivo La Coruña
- 16. – CD Condal

Aufsteiger in die Primera División
- Real Gijón
- FC Granada

## Pichichi-Trophäe
Die Pichichi-Trophäe wird jährlich für den besten Torschützen der Spielzeit vergeben.
| Pl. | Nat.         | Spieler            | Verein          | Tore |
| --- | ------------ | ------------------ | --------------- | ---- |
| 1   | Argentinien  | Alfredo Di Stéfano | Real Madrid     | 31   |
| 2   | Spanien 1945 | Joaquín Murillo    | Real Valladolid | 18   |
| 3   | Spanien 1945 | Manuel Badenes     | Real Valladolid | 16   |
|     | Spanien 1945 | Mauro Rodríguez    | Celta Vigo      | 16   |

## Die Meistermannschaft von Real Madrid
| 1.          | Real Madrid |
| Real Madrid | - Tor: Juan Alonso (20/-); Javier Berasaluce (11/-) - Abwehr: José Becerril (7/-); Pedro Casado (3/-); Rafael Lesmes (26/-); Marquitos (19/-); Joaquín Navarro (2/-); Joaquín Oliva (10/-); Juan Santisteban (19/-) - Mittelfeld: Ángel Atienza (26/-); Antonio Ruiz Cervilla (1/-); Ramón Marsal (17/3); Miguel Muñoz (12/-); Roque Olsen (3/-); José María Zárraga (28/1) - Sturm: Francisco Gento (27/7); Joseíto (22/11); Raymond Kopa (22/6); Enrique Mateos (21/14); José Héctor Rial (5/1); Alfredo Di Stéfano (30/31) - Trainer: José Villalonga |